# Audi R8
Audi R8 — середньомоторний повнопривідний спортивний автомобіль класу суперкар, вироблений німецьким автовиробником Audi, вперше представлений в 2006 році на Паризькому автосалоні (Paris Motor Show). В основі дизайну Audi R8 базується на концепт-карі Audi LeMans quattro 2003 року, який був показаний на Женевському і Франкфуртському автосалонах того року.

## Перше покоління

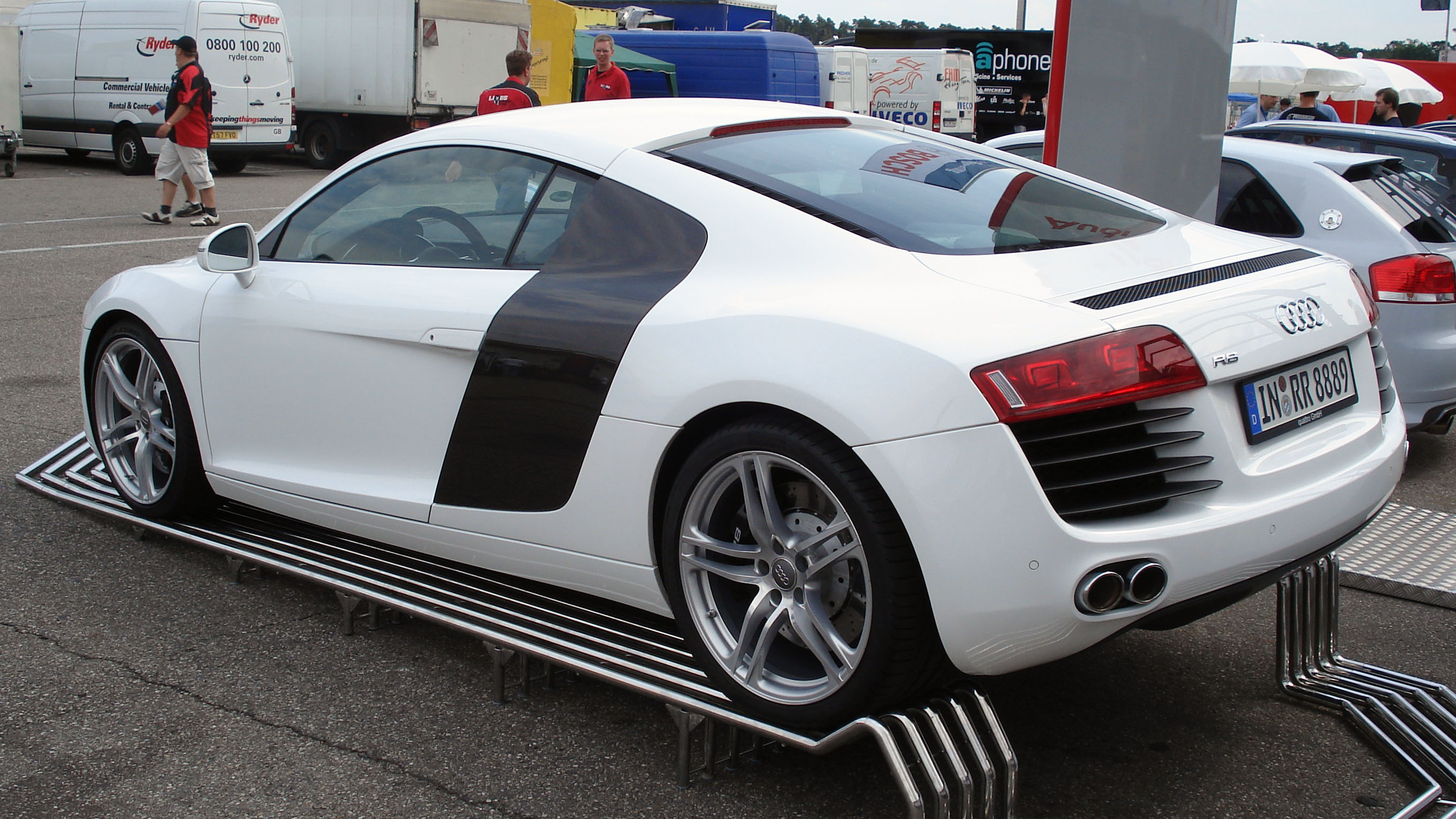
Audi R8

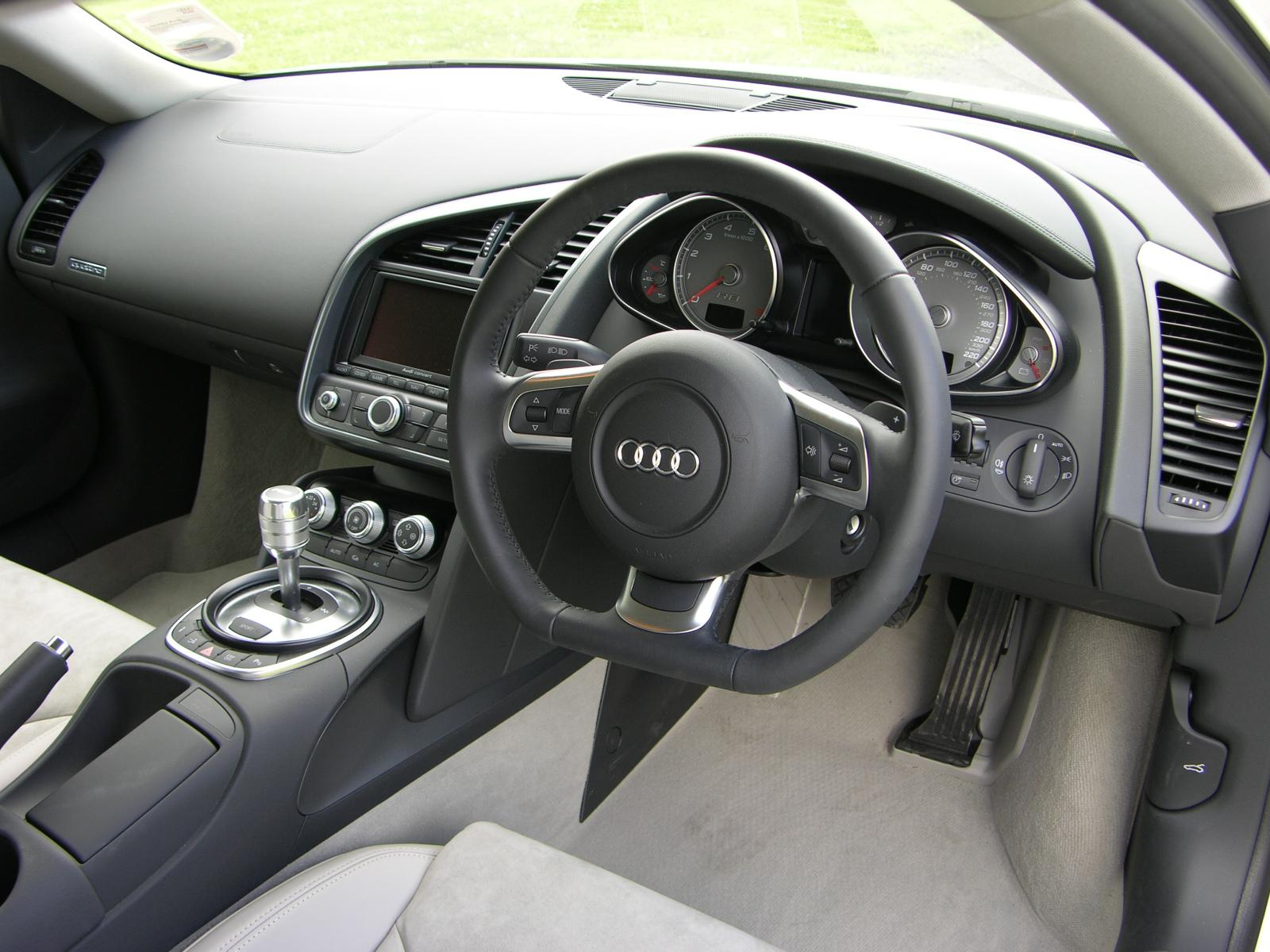

Модель R8, як і ряд інших моделей автоконцерну Audi виготовляється виключно на заводі quattro GmbH — дочірньому підприємстві німецької компанії по виробництву автомобілів Audi AG, яка, в свою чергу, є частиною концерну Volkswagen AG. Підприємство базується в Неккарзульмі, недалеко від Штутгарту. Виробничі цехи розташовані на території заводу NSU Motorenwerke AG, відомого світовою першістю у застосуванні безклапанних роторних двигунів в 1970-х роках, який давно припинив діяльність.
У базовій комплектації Audi R8 оснащується двигуном V8 об'ємом 4.2 літра, який використовує фірмову технологію FSI, і виробляє максимальну потужність рівну 420 к. с. Це дозволяє автомобілю розганятися з 0 до 100 км/год за 4.6 секунди. Максимальна швидкість суперкара в цілях безпеки обмежена електронікою на позначці 301 км/год. Опціонально покупці Audi R8 можуть замовити 5.2-літровий двигун V10 потужністю в 525 к. с. Незалежно від моторизації, потужність буде передаватися за допомогою 6-ступеневої механіки або спеціальної коробки Audi R Tronic за допомогою передавального механізму, запозиченого у Lamborghini Gallardo. Крім цього, R8 оснащена системою повного приводу і ультра-легким кузовом на основі сплаву алюмінію.
Дизайн автомобіля розроблявся італійським автомобільним дизайнером Вальтером де Сільвою і його дизайнерською командою. З особливих деталей екстер'єру можна підкреслити "гірлянду" зі світлодіодів під фарами, які традиційно встановлюються практично на всі сучасні автомобілі Audi.
На Audi R8 в стандартній комплектації встановлюються 18-дюймові диски з шинами розмірності 235/40 на передній осі і 285/35 на задній. За доплату покупці можуть так само замовити установку 19-дюймових дисків.
Обладнання Audi R8 включає в себе відеокамеру заднього виду для полегшення умов експлуатації суперкара в міських умовах. Довжина бази суперкара — 4.43 м, ширина — 1.90 м, висота — 1.25 м.
Audi R8 вміщує в себе до двох осіб, а невелике багажне відділення у фронтальній частині автомобіля має об'ємом в 105 л. Салон суперкара прикрашений декоративними вставками з карбону та алюмінію. Також автомобіль оснащується аудіо системою Bang & Olufsen з 12 динаміками. Ціни на Audi R8 на європейському ринку починаються від 104 400 євро.

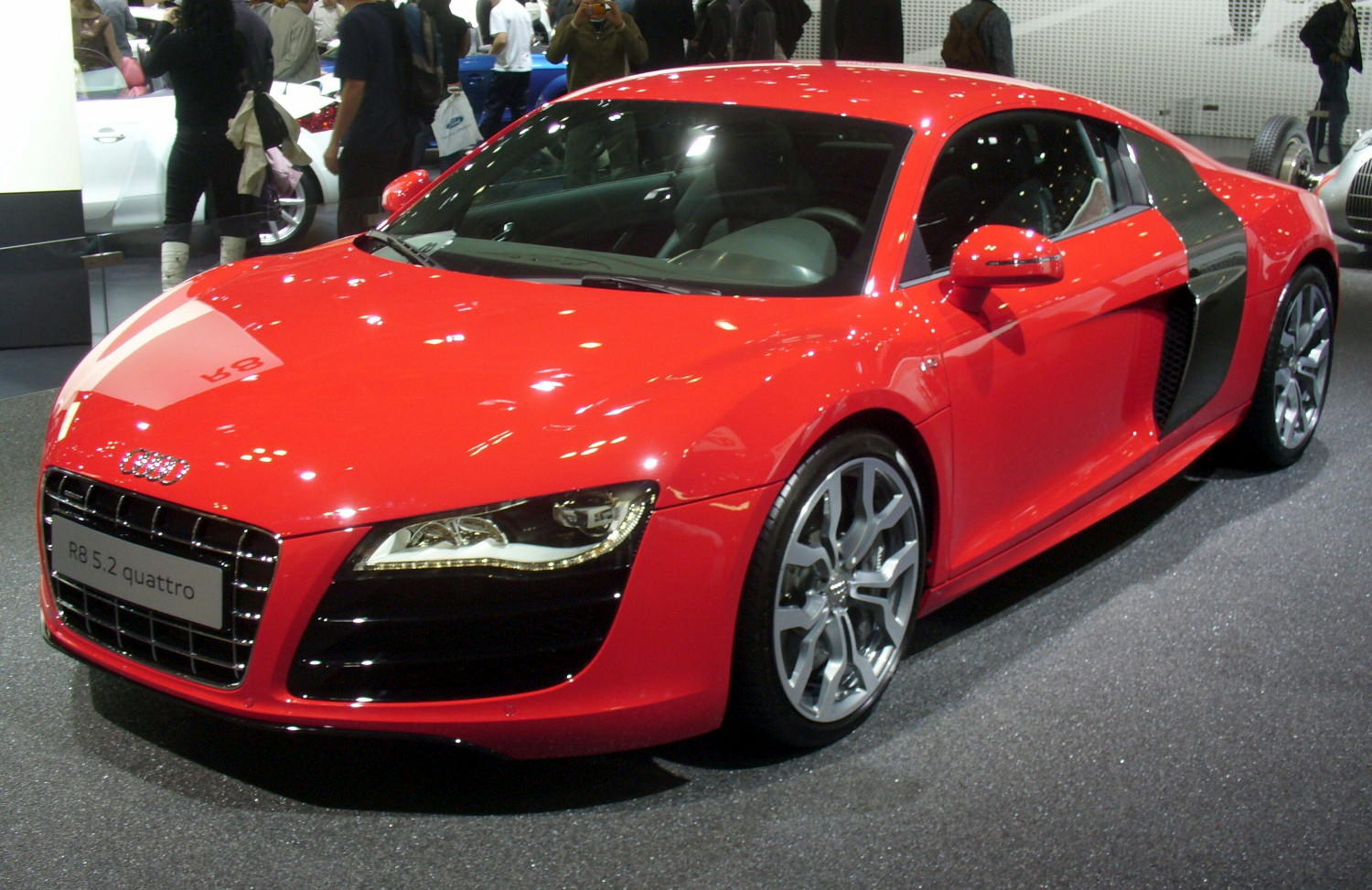
Audi R8 5.2 FSI V10 quattro
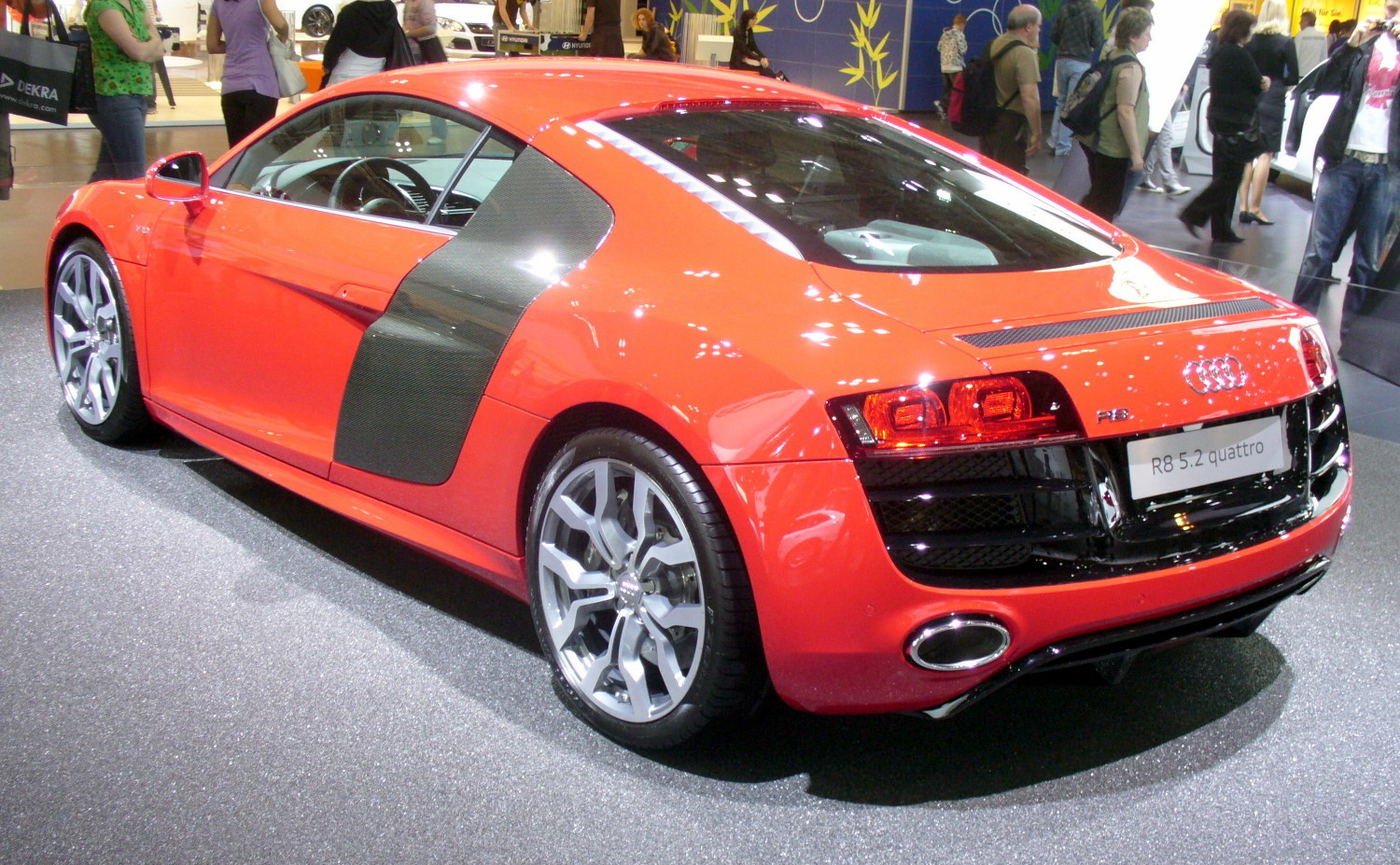
Audi R8 5.2 FSI V10 quattro
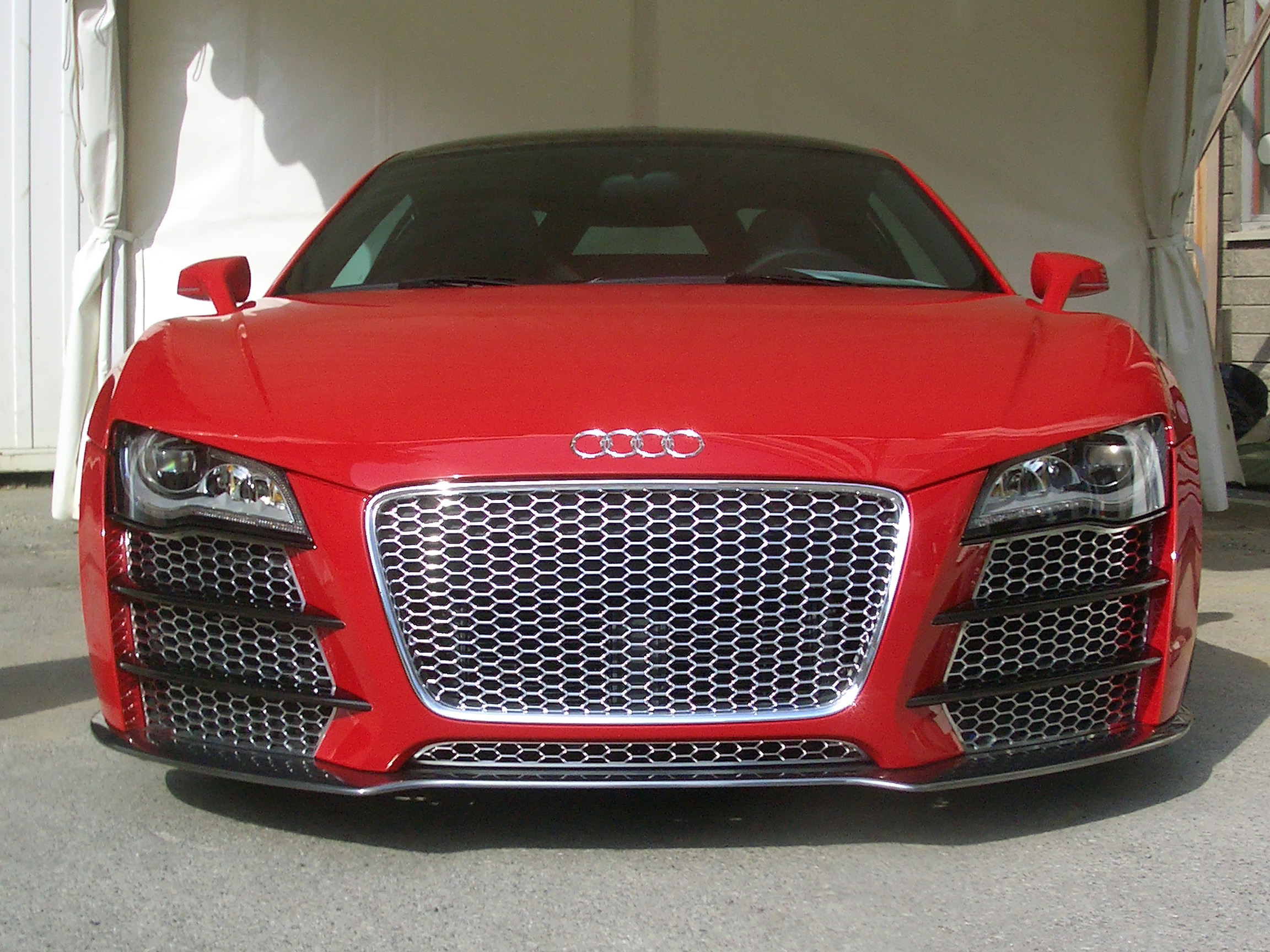
Audi R8 V12 TDI

### Audi R8 Spyder

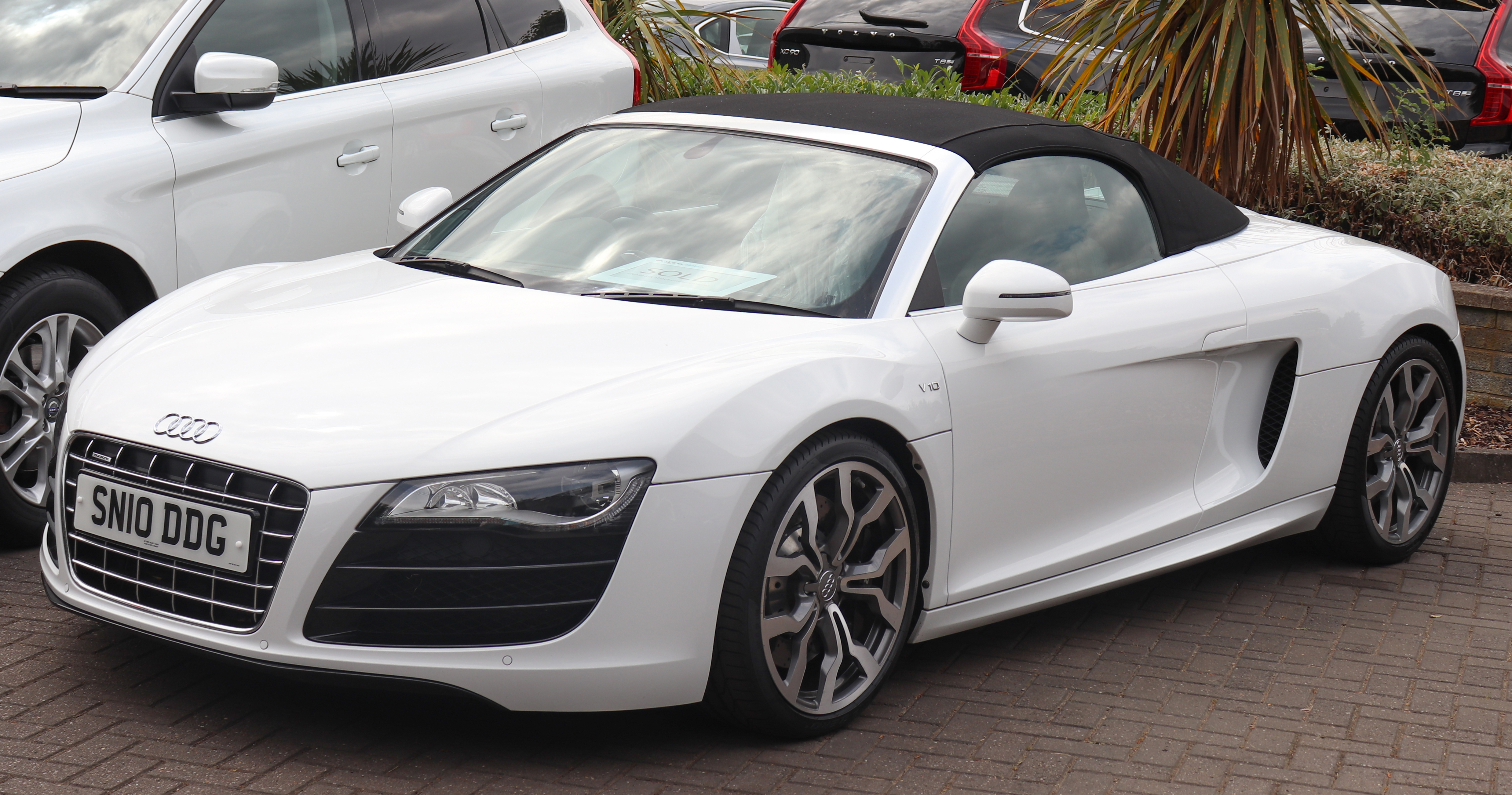
Audi R8 V10 Spyder

Родстер на базі Audi R8 — Audi R8 Spyder, був вперше помічений на зйомках фільму "Залізна людина". Після того, як шпигунські фотографії зі зйомок з'явилися в інтернеті в 2008-му році, поповзли чутки, що Audi готує до прем'єри відкриту версію R8. Так воно і виявилося — в 2009-му році на Франкфуртському автосалоні автомобіль був представлений широкій публіці. На родстері була прибрана карбонова панель на боці автомобіля, яка вже стала "візитною карткою" R8, що відрізняється за кольором від решти кузова машини. Спочатку на автомобіль встановлювався лише 5.2-літровий двигун V10 FSI, але 1-го липня автомобільний журнал Autocar оголосив про те, що Audi поповнила гамму двигунів R8 428-сильним (на 14 к.с. більше, ніж у версії купе з аналогічним силовим агрегатом) V8 об'ємом 4.2 л, розганяє автомобіль від 0 до 100 км/год за 4.8 секунди, розвиваючи максимальну швидкість 299 км/год.

### Audi R8 GT

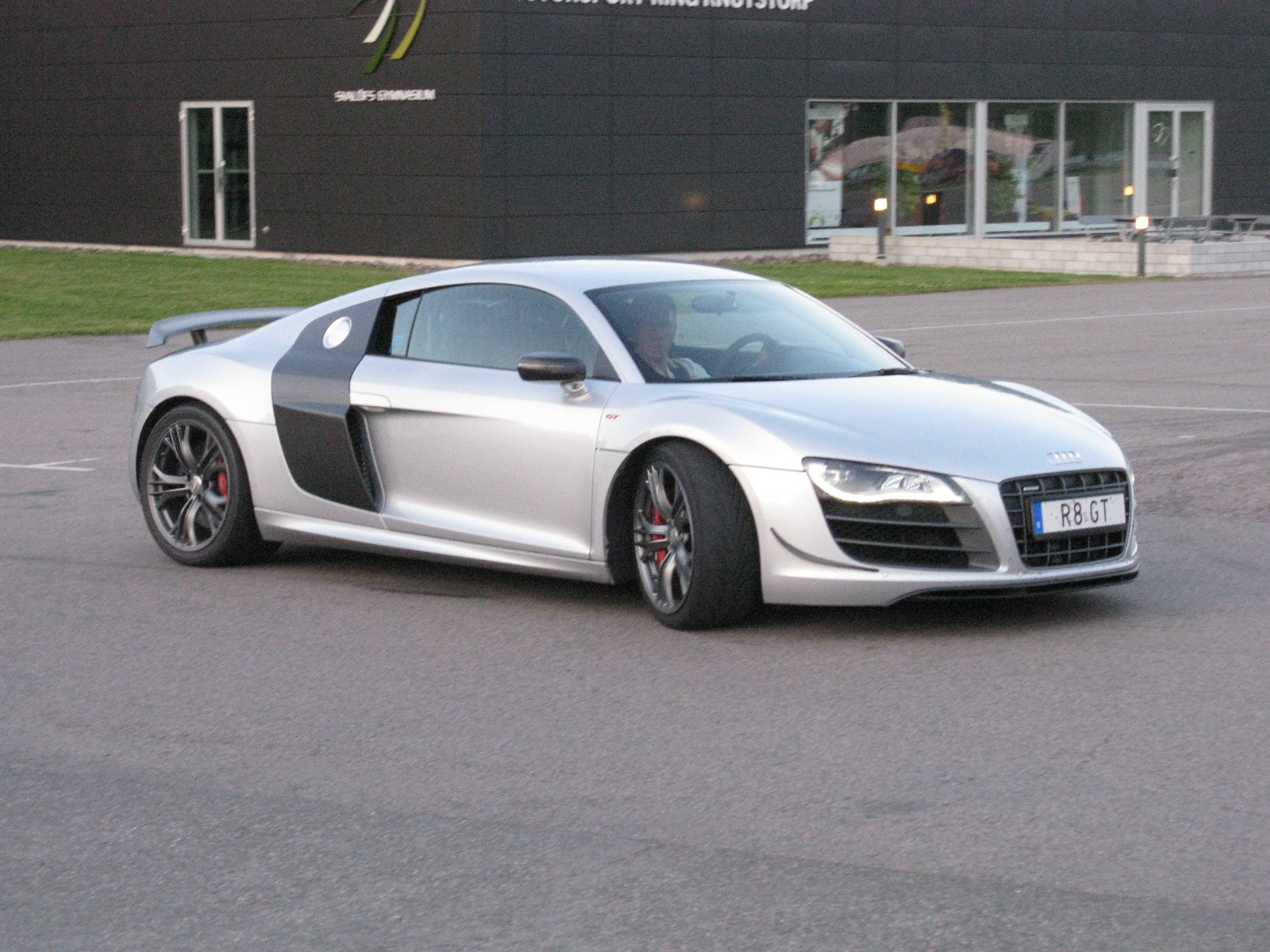
Audi R8 GT

В травні 2010-го року була представлена Audi R8 GT — спеціальна версія суперкара, яка була виготовлена тільки в кількості 333 штук. Ціна на R8 GT — 142 585 фунтів стерлінгів. Від звичайної Audi R8 V10 спеціальна версія відрізняється наступними параметрами:
- Audi R8 GT на 100 кг легша, ніж звичайна R8 (маса R8 GT — 1525 кг).
- Потужність спеціальної версії була підвищена до 552 к.с. Це дає машині співвідношення потужності/маси 362 к.с. на тонну.
- Максимальна швидкість R8 GT на 26 км/год вище, ніж у звичайної версії (325 км/год проти 299 км/год).
- Audi R8 GT розганяється від 0 до 100 км/год за 3.5 секунди — це на 0.4 секунди швидше, ніж R8 V10.
- Зовні R8 GT виділяється фіксованим антикрилом ззаду, червоними накладками на гальмівсні супорти, видозміненими бамперами і шильдиками "GT" замість "V10".

### Двигуни
- 4.2 л FSI DOHC V8 420/430 к.с.
- 5.2 л FSI DOHC V10 525/550/560 к.с.

### Швидкісні показники
| \| 2006 Audi R8 4.2 FSI quattro [1] \| \| 2009 Audi R8 V10 5.2 FSI quattro [2] \| \| \| ----------------------------------------- \| ----------------------- \| ------------------------------------ \| ----------------------- \| \| Максимальна швидкість \| 301 км/год \| Максимальна швидкість \| 316 км/год \| \| 0 — 40 км/год \| 1.3 сек \| 0 — 40 км/год \| 1.2 сек \| \| 0 — 50 км/год \| 1.8 сек \| 0 — 50 км/год \| 1.5 сек \| \| 0 — 80 км/год \| 3.4 сек \| 0 — 80 км/год \| 3.0 сек \| \| 0 — 100 км/год \| 4.3 сек \| 0 — 100 км/год \| 3.7 сек \| \| 0 — 130 км/год \| 7.7 сек \| 0 — 130 км/год \| 5.8 сек \| \| 0 — 180 км/год \| 13.0 сек \| 0 — 180 км/год \| 10.5 сек \| \| 0 — 200 км/год \| 14.9 сек \| 0 — 200 км/год \| 11.8 сек \| \| 0 — 60 миль/год \| 3.9 сек \| 0 — 250 км/год \| 20.1 сек \| \| 0 — 100 миль/год \| 9.9 сек \| 0 — 300 км/год \| 38.7 сек \| \| 0 — 150 миль/год \| 27.5 сек \| 0 — 60 миль/год \| 3.4 сек \| \| 1000 м \| 23.8 сек при 227 км/год \| 0 — 100 миль/год \| 7.6 сек \| \| 1/4 милі \| 12.5 сек \| 0 — 150 миль/год \| 20.0 сек \| \| \| \| 1000 м \| 22.2 сек при 240 км/год \| \| \| \| 1/4 милі \| 11.5 сек \| \| 2010 Audi R8 4.2 FSI quattro (430 PS) [3] \| \| 2010 Audi R8 4.2 Spyder quattro [4] \| \| \| Максимальна швидкість \| 302 км/год \| Максимальна швидкість \| 300 км/год \| \| 0 — 40 км/год \| 1.4 сек \| 0 — 500 км/год \| 1.8 сек \| \| 0 — 80 км/год \| 3.4 сек \| 0 — 100 км/год \| 4.8 сек \| \| 0 — 100 км/год \| 4.3 сек \| 0 — 130 км/год \| 7.8 сек \| \| 0 — 180 км/год \| 12.3 сек \| 0 — 180 км/год \| 13.9 сек \| \| 0 — 200 км/год \| 14.9 сек \| 0 — 200 км/год \| 17.3 сек \| \| 0 — 100 миль/год \| 9.9 сек \| 0 — 60 миль/год \| 4.3 сек \| \| \| \| 0 — 100 миль/год \| 10.7 сек \| \| \| \| 0 — 150 миль/год \| 28.3 сек \| \| \| \| 1000 м \| 23.7 сек при 226 км/год \| \| \| \| 1/4 милі \| 12.8 сек \| \| 2010 Audi R8 V10 Spyder [5] \| \| 2010 Audi R8 GT [6] \| \| \| Максимальна швидкість \| 331 км/год \| Максимальна швидкість \| 324 км/год \| \| 0 — 40 км/год \| 1.4 сек \| 0 — 40 км/год \| 1.3 сек \| \| 0 — 50 км/год \| 1.7 сек \| 0 — 50 км/год \| 1.6 сек \| \| 0 — 80 км/год \| 3.2 сек \| 0 — 80 км/год \| 3.0 сек \| \| 0 — 100 км/год \| 4.1 сек \| 0 — 100 км/год \| 3.6 сек \| \| 0 — 130 км/год \| 6.7 сек \| 0 — 130 км/год \| 5.6 сек \| \| 0 — 180 км/год \| 11.5 сек \| 0 — 180 км/год \| 9.8 сек \| \| 0 — 200 км/год \| 12.7 сек \| 0 — 200 км/год \| 10.8 сек \| \| 0 — 300 км/год \| 43.9 сек \| 0 — 60 миль/год \| 3.1 сек \| \| 0 — 60 миль/год \| 3.7 сек \| 0 — 100 миль/год \| 7.3 сек \| \| 0 — 100 миль/год \| 8.3 сек \| 1000 м \| 20.7 сек при 261 км/год \| \| 0 — 150 миль/год \| 20.6 сек \| 1/4 милі \| 10.9 сек \| \| 1000 м \| 22.3 сек при 154 км/год \| \| \| \| 1/4 милі \| 11.9 сек \| \| \| \| 2011 Audi R8 GT Spyder [7] \| \| \| \| \| Максимальна швидкість \| 317 км/год \| \| \| \| 0 — 40 км/год \| 1.4 сек \| \| \| \| 0 — 80 км/год \| 3.1 сек \| \| \| \| 0 — 100 км/год \| 3.8 сек \| \| \| \| 0 — 180 км/год \| 9.9 сек \| \| \| \| 0 — 200 км/год \| 11.5 сек \| \| \| \| 0 — 100 миль/год \| 7.9 сек \| \| \| |                         |                                  |                         |
| 2006 Audi R8 4.2 FSI quattro |                         | 2009 Audi R8 V10 5.2 FSI quattro |                         |
| Максимальна швидкість | 301 км/год              | Максимальна швидкість            | 316 км/год              |
| 0 — 40 км/год | 1.3 сек                 | 0 — 40 км/год                    | 1.2 сек                 |
| 0 — 50 км/год | 1.8 сек                 | 0 — 50 км/год                    | 1.5 сек                 |
| 0 — 80 км/год | 3.4 сек                 | 0 — 80 км/год                    | 3.0 сек                 |
| 0 — 100 км/год | 4.3 сек                 | 0 — 100 км/год                   | 3.7 сек                 |
| 0 — 130 км/год | 7.7 сек                 | 0 — 130 км/год                   | 5.8 сек                 |
| 0 — 180 км/год | 13.0 сек                | 0 — 180 км/год                   | 10.5 сек                |
| 0 — 200 км/год | 14.9 сек                | 0 — 200 км/год                   | 11.8 сек                |
| 0 — 60 миль/год | 3.9 сек                 | 0 — 250 км/год                   | 20.1 сек                |
| 0 — 100 миль/год | 9.9 сек                 | 0 — 300 км/год                   | 38.7 сек                |
| 0 — 150 миль/год | 27.5 сек                | 0 — 60 миль/год                  | 3.4 сек                 |
| 1000 м | 23.8 сек при 227 км/год | 0 — 100 миль/год                 | 7.6 сек                 |
| 1/4 милі | 12.5 сек                | 0 — 150 миль/год                 | 20.0 сек                |
| |                         | 1000 м                           | 22.2 сек при 240 км/год |
| |                         | 1/4 милі                         | 11.5 сек                |
| 2010 Audi R8 4.2 FSI quattro (430 PS) |                         | 2010 Audi R8 4.2 Spyder quattro  |                         |
| Максимальна швидкість | 302 км/год              | Максимальна швидкість            | 300 км/год              |
| 0 — 40 км/год | 1.4 сек                 | 0 — 500 км/год                   | 1.8 сек                 |
| 0 — 80 км/год | 3.4 сек                 | 0 — 100 км/год                   | 4.8 сек                 |
| 0 — 100 км/год | 4.3 сек                 | 0 — 130 км/год                   | 7.8 сек                 |
| 0 — 180 км/год | 12.3 сек                | 0 — 180 км/год                   | 13.9 сек                |
| 0 — 200 км/год | 14.9 сек                | 0 — 200 км/год                   | 17.3 сек                |
| 0 — 100 миль/год | 9.9 сек                 | 0 — 60 миль/год                  | 4.3 сек                 |
| |                         | 0 — 100 миль/год                 | 10.7 сек                |
| |                         | 0 — 150 миль/год                 | 28.3 сек                |
| |                         | 1000 м                           | 23.7 сек при 226 км/год |
| |                         | 1/4 милі                         | 12.8 сек                |
| 2010 Audi R8 V10 Spyder |                         | 2010 Audi R8 GT                  |                         |
| Максимальна швидкість | 331 км/год              | Максимальна швидкість            | 324 км/год              |
| 0 — 40 км/год | 1.4 сек                 | 0 — 40 км/год                    | 1.3 сек                 |
| 0 — 50 км/год | 1.7 сек                 | 0 — 50 км/год                    | 1.6 сек                 |
| 0 — 80 км/год | 3.2 сек                 | 0 — 80 км/год                    | 3.0 сек                 |
| 0 — 100 км/год | 4.1 сек                 | 0 — 100 км/год                   | 3.6 сек                 |
| 0 — 130 км/год | 6.7 сек                 | 0 — 130 км/год                   | 5.6 сек                 |
| 0 — 180 км/год | 11.5 сек                | 0 — 180 км/год                   | 9.8 сек                 |
| 0 — 200 км/год | 12.7 сек                | 0 — 200 км/год                   | 10.8 сек                |
| 0 — 300 км/год | 43.9 сек                | 0 — 60 миль/год                  | 3.1 сек                 |
| 0 — 60 миль/год | 3.7 сек                 | 0 — 100 миль/год                 | 7.3 сек                 |
| 0 — 100 миль/год | 8.3 сек                 | 1000 м                           | 20.7 сек при 261 км/год |
| 0 — 150 миль/год | 20.6 сек                | 1/4 милі                         | 10.9 сек                |
| 1000 м | 22.3 сек при 154 км/год |                                  |                         |
| 1/4 милі | 11.9 сек                |                                  |                         |
| 2011 Audi R8 GT Spyder |                         |                                  |                         |
| Максимальна швидкість | 317 км/год              |                                  |                         |
| 0 — 40 км/год | 1.4 сек                 |                                  |                         |
| 0 — 80 км/год | 3.1 сек                 |                                  |                         |
| 0 — 100 км/год | 3.8 сек                 |                                  |                         |
| 0 — 180 км/год | 9.9 сек                 |                                  |                         |
| 0 — 200 км/год | 11.5 сек                |                                  |                         |
| 0 — 100 миль/год | 7.9 сек                 |                                  |                         |

## Друге покоління

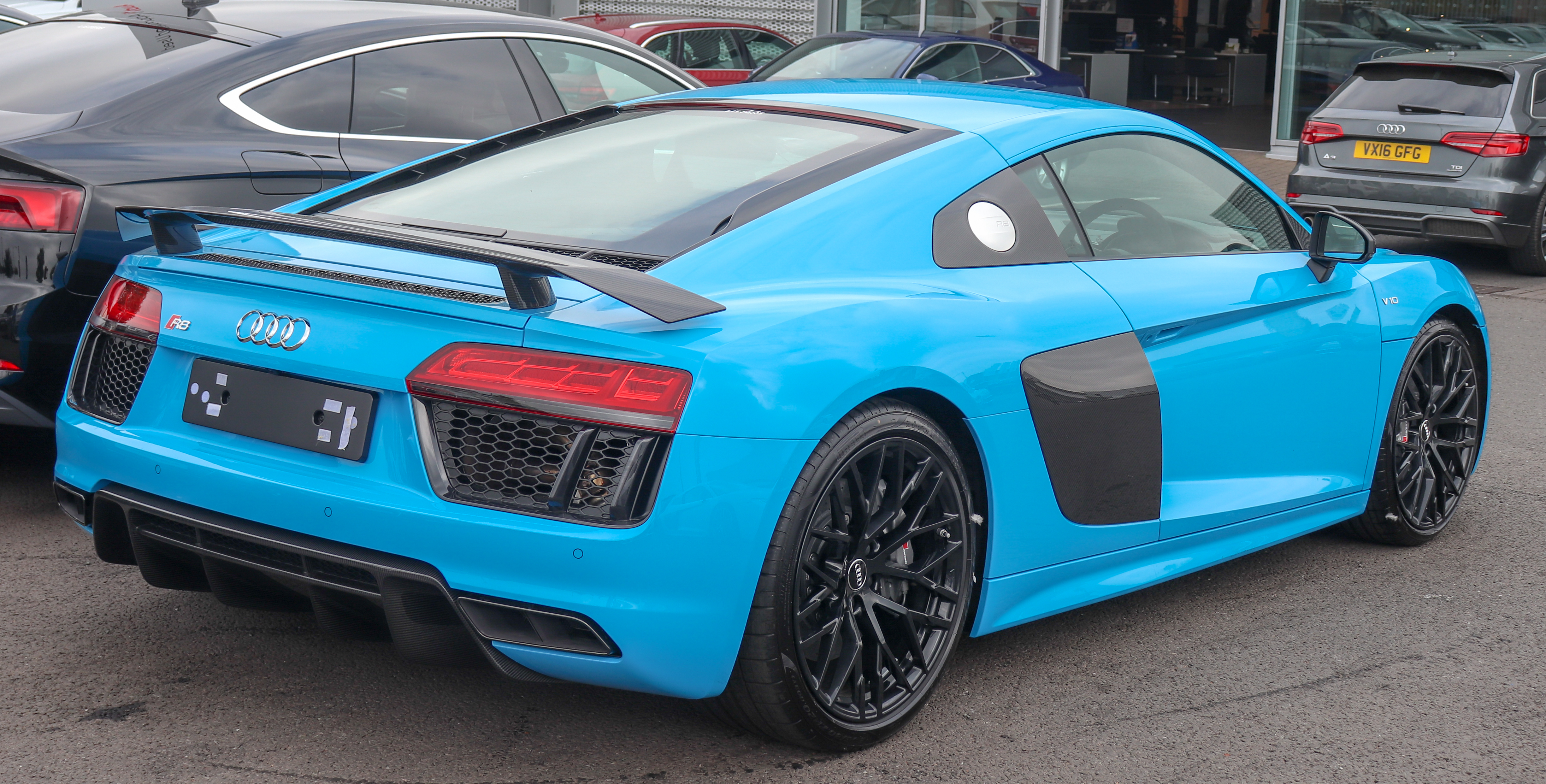
Audi R8 Coupe V10 plus

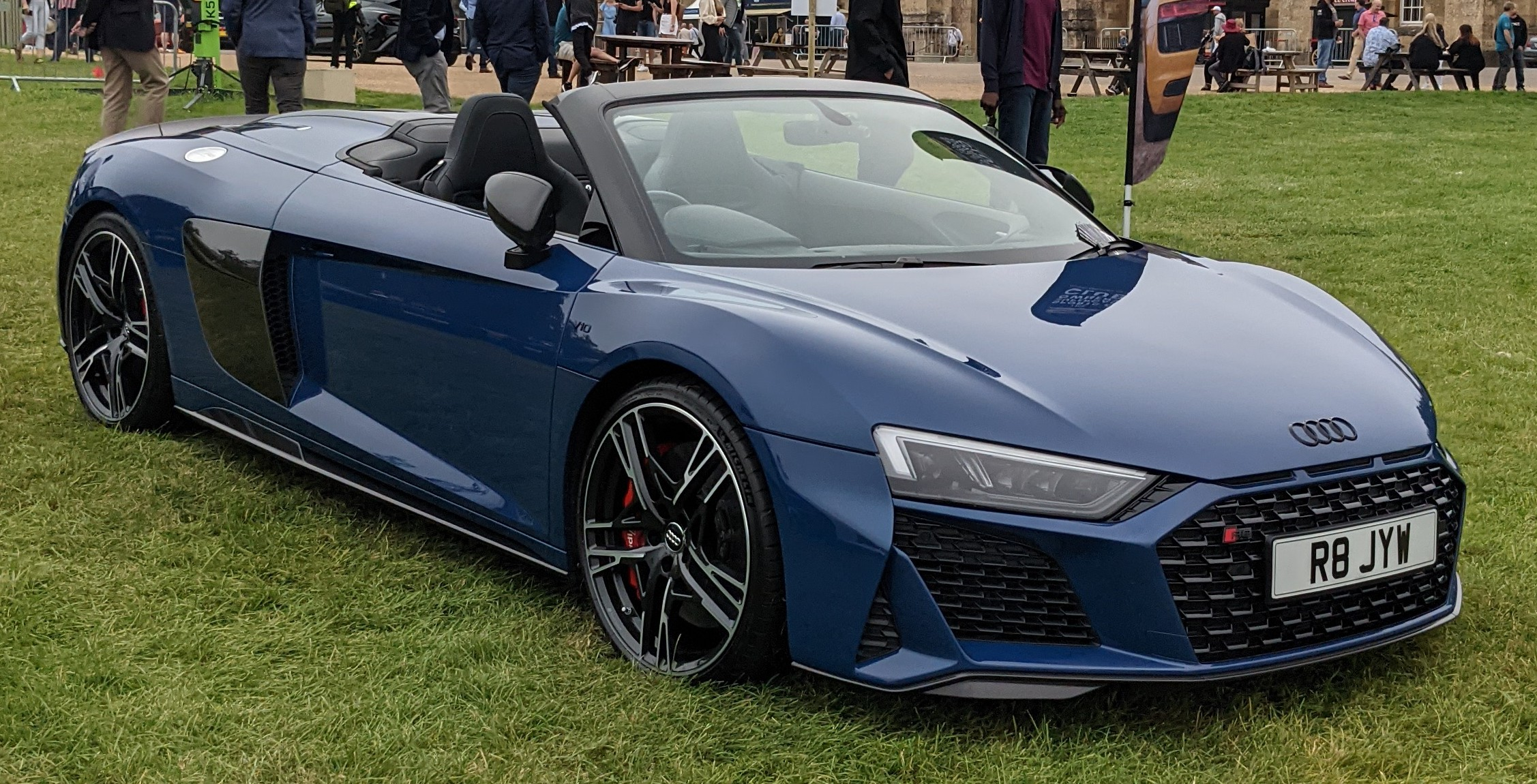
Audi R8 Spyder Performance Carbon Black V10 Quattro (з 2019)

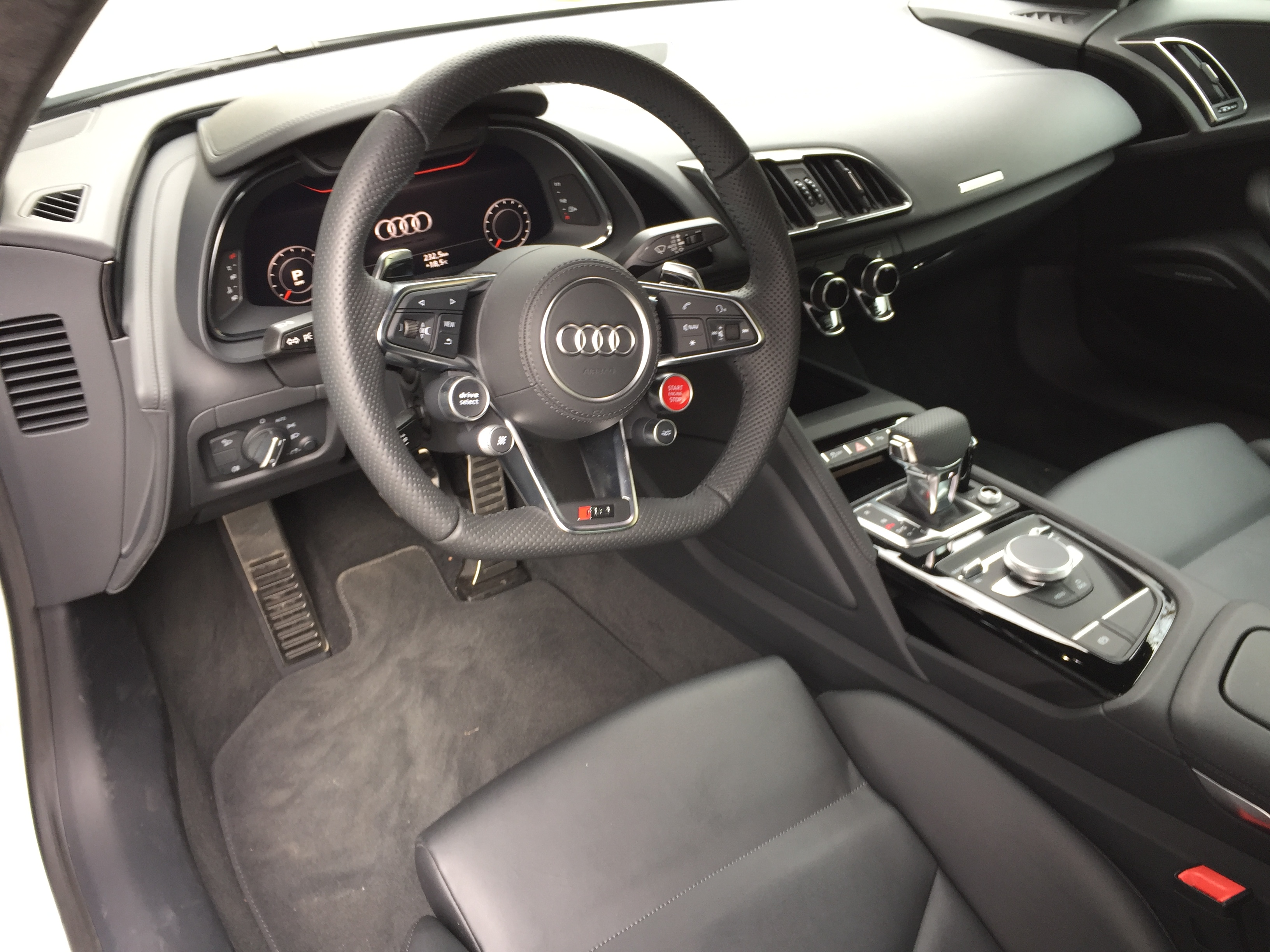
Audi R8 V10 plus

Нову Audi R8 другої генерації показали 3 березня 2015 року на Женевському автосалоні.
Під капотом авто встановлений 5,2-літровий двигун V10 з потужністю в 532 к. с. і 539 Нм крутного моменту. Такий самий двигун отримає і модифікація  авто під назвою Audi R8 Plus, однак його потужність буде збільшена до 601 к. с. Двигун буде працювати разом із 7-ступеневою коробкою передач з подвійним зчепленням. До першої «сотні» Audi R8 Plus зможе розганятися за 3,2 секунди. Максимальна швидкість авто складе 330 км/год. Базовий двигун 4,2-літрового V8 встановлюватися не буде.
Електричну версію в рух будуть приводити два електромотори, сумарна потужність яких буде складати 380 к. с., кожен з яких видає 410 Нм крутного моменту. Запас ходу буде складати 400 кілометрів пробігу. До першої «сотні» буде  розганятися за 4,2 секунди. Максимальна швидкість електричного спорткару складе 200 км/год.
Довжина нового Audi R8 – 4444 мм. Колісна база залишилася тією ж – 2650 мм. Вага спорткара складає 1454 кг, таким чином авто стало на 66 кг легшим від свого попередника. Базова версія  автомобіля отримає світлодіодні ходові ліхтарі, кожен з яких буде складатися з 37 світлодіодів. За додаткову плату можна поставити лазерну оптику. Крім того, на авто буде встановлена нова решітка радіатора, збільшені повітрозабірники і 19-дюймові колісні диски
Конкуренцію новому Audi R8 Plus складуть – Lamborghini Huracán, Ferrari 488 GTB, McLaren 650S, Porsche 911 Turbo S.
Усі моделі Audi R8 стандартно постачаються: з системою повного приводу Quattro, 19-дюймовими литими дисками коліс, ксеноновими передніми фарами, шкіряними сидіннями, Bluetooth з можливістю голосового управління, та магнітною системою їзди, яка дозволяє обирати режим «Comfort» або «Sport». Версії з 5.2-літровим двигуном V10 доповнюються камерою заднього виду, системою навігації та особливими шкіряними сидіннями. Версії Spyder мають складний тканинний дах.
У 2020 році Audi R8 отримала оновлену лінійку двигунів. Стандартний двигун V10 має 560 кінських сил. Модель Performance комплектується 610-сильним V10 двигуном. Максимальна швидкість Audi R8 обмежується 343 км/год у стандартній моделі і 331 км/год версії V10 Performance. Витрата пального базовим двигуном 19.4 л/100км у міському, 9.1 л/100 км у заміському і 12.9 л/100 км у змішаному циклах. Потужніша версія V10 потребує 20.0 л/100 км у місті, 9.0 л/100 км за його межами і 13.1 л/100км у середньому. 
У 2021 році спорткар Audi R8 став доступний в комплектації зі заднім приводом.   
З 2022 року базовий двигун Audi R8 стане на 30 к.с. потужнішим. Тепер під капотом і купе, і кабріолета в стандартній версії буде 562 к.с.   
У 2023 році з'явиться лімітована версія R8 GT. Audi випустить лише 333 спорткари з 602-сильним двигуном, унікальним внутрішнім оздобленням та порядковим номером поруч з перемикачем передач.    

### Audi R8 LMS 2015

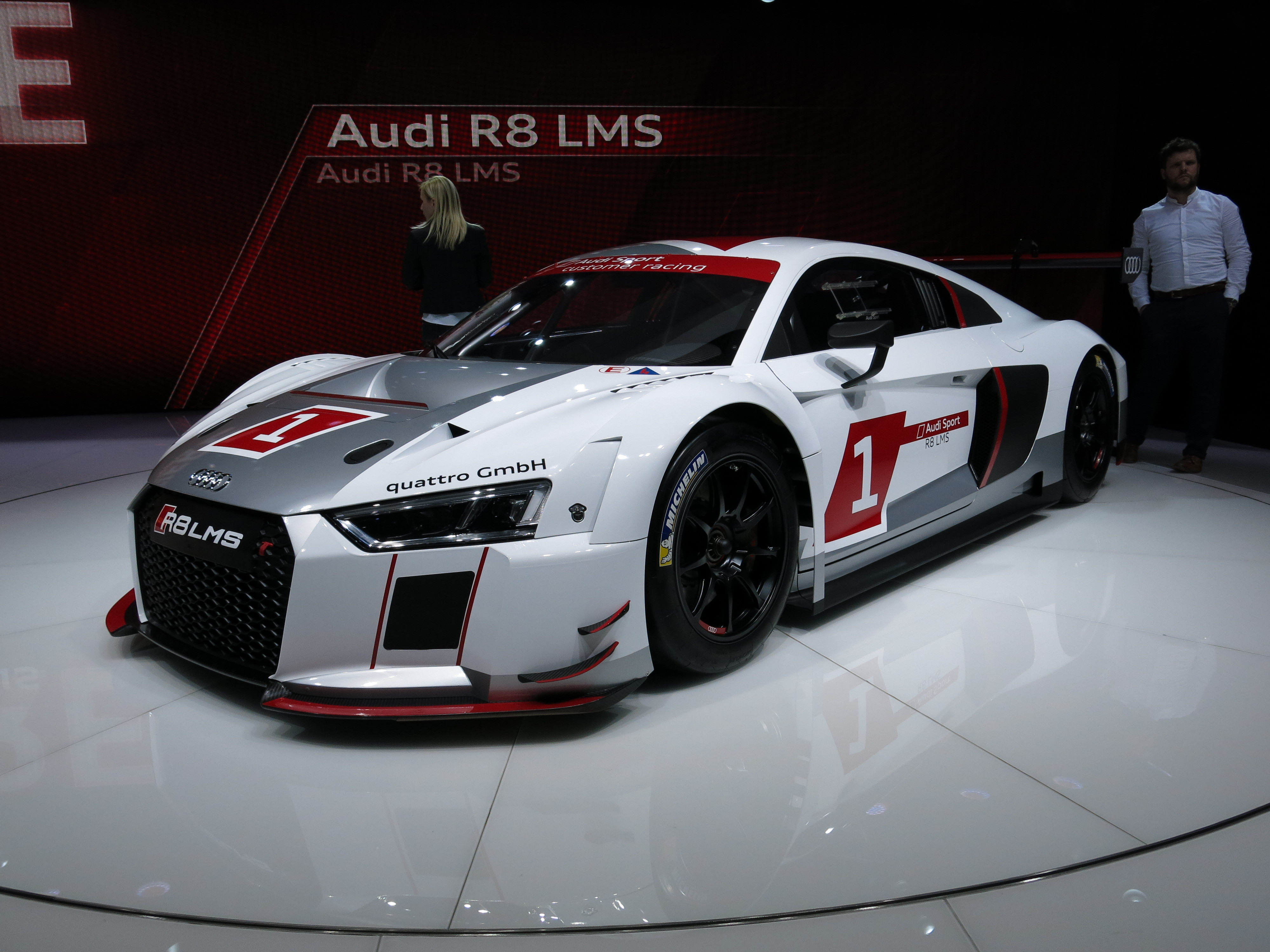
Audi R8 II LMS

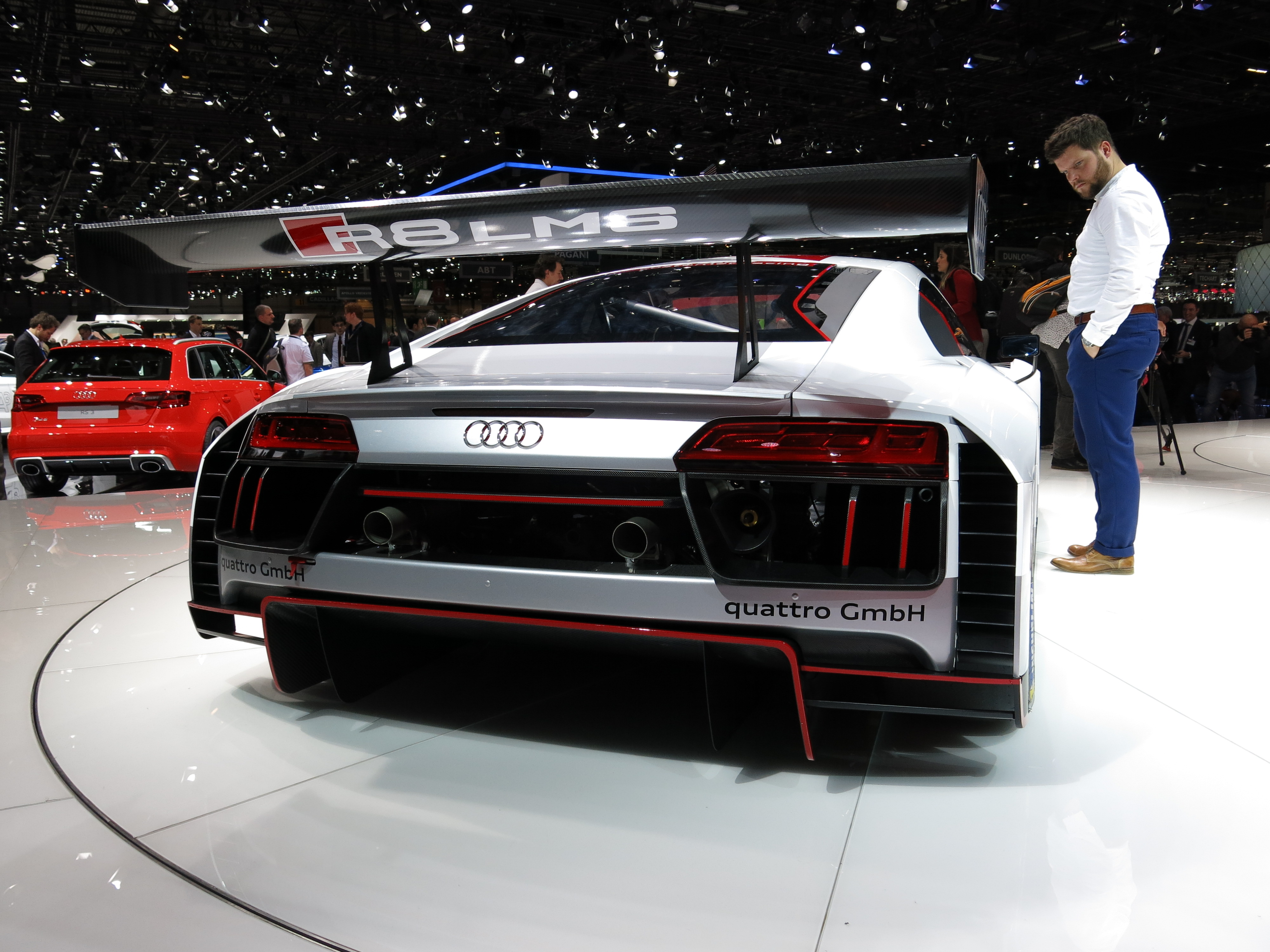
Audi R8 II LMS

| Тип автомобіля         | GT3 спортивний автомобіль (FIA) |
| Ходова частина         | Audi Space Frame (ASF)          |
| Двигун                 | Audi V10                        |
| Об’єм                  | 5.2 л                           |
| Потужність             | 430 кВт (585 к.с.)              |
| Крутний момент         | 550 Нм                          |
| Система приводу        | Задній привід                   |
| Коробка передач        | 6-ступенева, сиквентальна       |
| Габарити (д.ш.в)       | 4.583 / 1.997 / 1.171 мм        |
| Маса                   | 1.225 кг                        |
| Ємність паливного бака | 120 л                           |

### Двигуни
- 5.2 л V10 540 к.с. (V10)
- 5.2 л V10 610 к.с. (V10 plus)
- 5.2 л V10 570/620 к.с. (V10 performance)

## Продажі
| рік  | 2005 | 2006 | 2007  | 2008  | 2009  | 2010  | 2011  | 2012  | 2013  | 2014  | 2015 | 2016  | 2005–2016 (всього) |
| авто | 6    | 164  | 4,125 | 5,656 | 2,101 | 3,485 | 3,551 | 2,241 | 2,500 | 2,216 |      | 3,688 | 28,935             |